# 경룡관

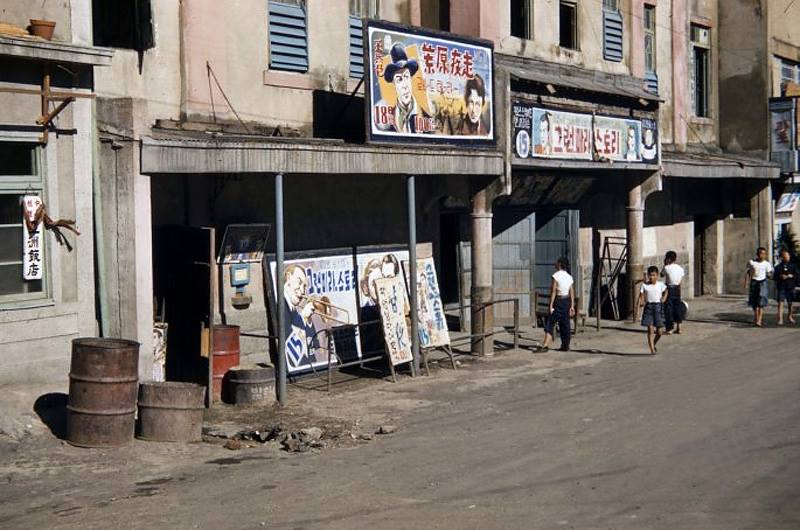
1954년의 성남극장

경룡관(京龍館)은 1918년 일본인 상전우의(上田友義)가 경성부 용산구 한강통 (남영동 83번지)에 세운 2층 목조건물 극장이다. 성남극장의 전신이다.

## 개요
'경룡관’은 1918년 일본인 상전우의가 경성부 용산구 한강통에 세운 2층 목조 건물로 수용인원 600명 정도로, 일본 연예물의 공연과 무성영화를 상영하였다. 후에 일본서 제작된 영화 작품을 주로 상영하였고, 현재 있는 ‘성남극장’의 전신이다.
'경룡관'은 남촌에 위치하였다. 극장 명칭만으로도 대충 어느 나라 극장인지 추측해 볼 수 있다. 당시 일본인들의 극장은 대부분 '좌' 나 '관'자를 극장명 끝에 붙여 사용했다는 점에서 '경룡관' 역시 일본인을 상대로 했음을 알 수 있다. 북촌과 남촌 지역의 극장들은 조선인의 북촌보다 일본인을 상대로 하는 남촌 지역의 극장들이 더욱 많았다. 그러나 그 흥행 수입 면으로는 조선 관객들을 상대하였던 ‘우미관’, ‘단성사’가 훨씬 높았고, 남촌의 '경룡관' 등은 이에 미치지 못했다. 당시 상영하였던 영화작품 수에 있어서도 남촌보다는 북촌 극장들의 작품 수가 많았다.

## 참고 문헌
- 해방 전 조선영화극장사 연구 2003년 조선, 영화극장사, 극장  /단행본  이용남  새미 / 한국영화사연구

## 같이 보기
- 경성좌